# 周山森林公园
34°37′38″N 112°22′48″E / 34.62722°N 112.38000°E
周山森林公园是位于河南省洛阳市涧西区的一座省级森林公园。它依托周山的周灵王陵和周三王陵而建立，于2003年10月建成开放，占地10,800余亩，后于2018至2020年进行了提升改造。

## 主要景点
周灵王陵
东周周灵王的陵墓，为高耸孤冢，封土周长420米，高50米，为洛阳市文物保护单位。
周三王陵
相传为东周周敬王、周悼王、周定王的陵墓。有三个土冢相连，俗称“三山”。也有不同说法认为三王是周景王、周悼王、周定王，或周景王、周悼王、周敬王。为洛阳市文物保护单位。
火宪塔
园内东西两侧各有一座火宪塔。火宪，即防火的法令，火宪塔即是为纪念周代所确立的防火制度。同时，火宪塔上也安装有森林防火探头，确实具有防火功能。

## 图片
- 公园大门
- 周灵王陵
- 周灵王陵碑亭
- 周三王陵
- 周三王陵碑亭
- 公园图标，其中“周”字顶端即为“三山”形状
- 西火宪塔
- 东火宪塔
- 东火宪塔